# Weßling
Weßling là một xã trong huyện Starnberg bang Bayern, Đức.

## Địa lý
Xã nằm cách 25 km về phía tây nam của München, phần phía bắc giữa Ammersee và Starnberger See. Làng Weßling nằm ở bờ tây hồ Weßling, hồ nhỏ nhất trong 5 hồ ở Fünfseenland, bây giờ cả hồ thuộc về làng này.
Xã có 7 làng chính thức, trong đó là 3 xã cũ:
- Weßling với Grünsink và Mischenried
- Hochstadt với Neuhochstadt
- Oberpfaffenhofen với Weichselbaum

Các làng khác:
- Grünsink
- Mischenried
- Neuhochstadt
- Weichselbaum